# 라지샤히 대학교
라즈샤히 대학교(벵골어: রাজশাহী কলেজ)는 방글라데시 라즈샤히에 위치한 대학이다. 1873년에 설립되었으며 다카 대학, 치타공 대학에 이어 방글라데시에서 세 번째로 오랜 역사를 가진 대학이다.